# ناظریا
ناظریا: یک گروه منابع فمینیستی دگرباش (با نام اختصاری: Nazariya QFRG) یک سازمان غیر انتفاعی مستقر در دهلی، هند است. این گروه در اکتبر ۲۰۱۴ تشکیل شد و از آن زمان در جنوب آسیا حضور داشته‌است. این سازمان کارگاه‌ها، سمینارها، مشاوره تلفنی، و حمایت از حقوق افرادی را که به عنوان زنان همجنس‌گرا و دوجنس‌گرا معرفی می‌شوند، و افراد تراجنسیتی که در بدو تولد به آنها جنسیت انتسابی داده شده‌اند، انجام می‌دهد. ناظریا همچنین برای اطلاع‌رسانی گفتمان دگرباشان در موسسات و ایجاد ارتباط بین مسائل دگرباش، خشونت و معیشت کار می‌کند. آنها بر اینترسکشنالیتی بین جنبش‌های دگرباش، زنان و جنبش‌های چپ مترقی در هند تمرکز می‌کنند.
در سال ۲۰۱۵، ناظریا از شیوا ۱۹ ساله با گرفتن مشاور حقوقی، پناهگاه امن در دهلی برای به چالش کشیدن محصور کردن غیرقانونی اعمال شده توسط والدینش در آگره حمایت کرد. در سال ۲۰۱۸، لایحه قاچاق انسان (پیشگیری، حفاظت و توانبخشی) هند توسط بسیاری از محققان، حقوقدانان و فعالان به دلیل جرم انگاری افراد آسیب‌پذیر در غیاب اقدامات کافی برای رسیدگی به عواملی که منجر به آن می‌شود مورد انتقاد قرار گرفت. افرادی که در وهله اول در معرض قاچاق قرار دارند.

## پیشینه نام
لغت ناظریا به معنای «شیوه دیدن» یا «چشم‌انداز» است. این نام نشان دهنده مأموریت گروه برای شنیدن دیدگاه‌های به حاشیه رانده شده، به منظور مقابله با «هژمونی دگرجنس‌گراهنجاری» فرهنگی و اجتماعی است.

## نگرانی‌های اساسی
هدف این گروه حساس کردن گروه‌ها و افرادی است که روی مسائل خشونت علیه زنان، آموزش، بهداشت و معیشت از دیدگاه همجنس‌گرایی زنانه، دوجنس‌گرایان و تراجنسیتی (LBT) کار می‌کنند. آنها از طریق آموزش، پژوهش، وکالت، ارزیابی و ظرفیت سازی از این کار حمایت می‌کنند. این سازمان برای افزایش آگاهی از «واقعیت‌های زندگی» افراد دگرباش کار می‌کند، و بر بسیاری از مسائل کاری، از جمله آگاهی از اچ آی وی و ایدز، حساسیت نسبت به جهت‌گیری جنسی و هویت جنسی؛ جرم انگاری آمیزش بر خلاف نظم طبیعت طبق بخش ۳۷۷ قانون مجازات هند؛ عدم شمول افراد دگرباش در خشونت، مداخلات بهداشتی و آموزشی؛ عدم گنجاندن و تبعیض علیه افراد دگرباش در فضای کاری؛ فقدان گروه‌های حمایتی در شهرها، شهرک‌ها و مناطق روستایی ردیف دوم و سوم در هند؛ فقدان رویکرد اینترسکشنالیتی در گفتمان هویت‌ها در هند و آسیای جنوبی تمرکز دارد.

## سلامت روان
ناظریا معتقد است که اعضای جامعه دگرباش با تبعیض فامیلی، اجتماعی و قانونی بر اساس هویت خود علاوه بر استرس‌های ناشی از زندگی روزمره مانند کار، روابط و فشار همسالان مواجه هستند. این استرس اضافی و منحصر به فرد به عنوان استرس اقلیت شناخته می‌شود، که به عنوان استرس اضافی که یک فرد در نتیجه وضعیت خود به عنوان یک اقلیت تجربه می‌کند، تعریف می‌شود. از سال ۲۰۱۷، گروه منابع روی معنای رفاه روانی برای افراد دگرباش کار کرده‌است. در سپتامبر و دسامبر ۲۰۱۷، این سازمان سلامت و حقوق جنسی و باروری مستقر در دهلی بر روی یک سری کارگاه‌های رایگان و دوزبانه در مورد مدیریت استرس و پیشگیری از فرسودگی شغلی برای افراد ال‌جی‌بی‌تی کار کرد. این کارگاه‌ها بر خودمراقبتی به‌عنوان یک موضوع فمینیستی تأکید داشتند و بر اساس یک مدل غیرپزشکی با تأکید بر تکنیک‌های ساده مدیریت استرس که می‌توان به‌صورت فردی بدون هیچ گونه تجهیزات یا منابع اضافی عمل کرد، فعالیت کرد.

## روایت زندگی شیوا
در سپتامبر ۲۰۱۵، سازمان توسط مرکز ملی حقوق لزبین ایالات متحده، و متعاقباً توسط خود نوجوان، در مورد حبس غیرقانونی و نقض حقوق بشر شیوا ۱۹ ساله تماس گرفت. یک شهروند هندی که از ۳ سالگی در ایالات متحده زندگی می‌کرد، شیوا که به عنوان یک زن ترنس تعیین شده در هنگام تولد شناسایی شده بود، بلافاصله پس از اینکه والدینش متوجه شدند او دوست دختری دارد، به آگره آورده شد. در آگره، مدارک سفر و پاسپورتش توسط والدینش ضبط شد و او مجبور شد در یک کالج محلی ثبت نام کند. شیوا تحت حضانت والدین خود بود و مجبور به زندگی در خانه با احتمال ازدواج قریب‌الوقوع با یک مرد هندی روبرو بود. شیوا همچنین از کانال یوتیوب این گروه منبع برای انتشار ویدئویی که تجربیات خود را بازگو می‌کرد، استفاده کرد.
در اکتبر ۲۰۱۵، ناظریا برای یک وکیل حقوقی به نام آرونداتی کاتجو امکاناتی ترتیب داد تا از طرف شیوا برای محافظت در برابر آزار و اذیت و حق بازگشت به ایالات متحده، یک دادخواست کتبی در دادگاه عالی دهلی ارائه کند. دادگاه عالی دهلی به نفع شیوا رای داد و حق او برای تعیین سرنوشت، سفر و تحصیل را مجدداً تأیید کرد. علاوه بر این، دادگاه، دستور داد که والدین شیوا مدارک سفر او را پس دهند تا او بتواند به ایالات متحده سفر کند.
پس از اعلام قضاوت، شیوا به کالیفرنیای شمالی بازگشت تا در دانشگاه کالیفرنیا، دیویس در رشته زیست‌شناسی عصبی تحصیل کند. وی در اظهار نظر در مورد این حکم گفت که «[قاضی] اساساً قانون را به درستی اجرا کرد» و «مایه تاسف است که باید جشن گرفته شود، اما بسیاری از قوانین به‌طور عادلانه برای افراد دگرباشان جنسی اعمال نمی‌شوند».

## خط تلفنی کمک
این سازمان یک خط تلفنی مشاوره (از دوشنبه تا جمعه از ۱۱ صبح تا ۶ بعد از ظهر، +۹۱–۹۸۱۸۱۵۱۷۰۷) دارد که دذ فضای اداری خود در دهلی قرار دارد. آنها به شایستگی یک فضای آفلاین یا آنلاین که به افراد LBT در توصیف تجربیات و برخوردهای جنسی خود و همچنین برای خانواده و دوستان افراد LBT پاسخ می‌دهد.

## زندگی ما قصه‌های ما
زندگی ما قصه‌های ما یک پروژه تاریخ شفاهی آرشیوی در حال انجام برای مستندسازی تاریخ دگرباش و واقعیت‌های زندگی عجیب آنها در هند است.

## عشق و دوستی و همه چیز
در سال ۲۰۱۸، دو نفر از بنیانگذاران سازمان در یک فیلم کوتاه دوزبانه دربارهٔ زندگی روپس و پریام، یک مرد ترنس و یک همجنس‌گرا، عشق‌ها، خواسته‌ها، تجربیات دوستیابی، دوستی‌ها و روابط صمیمی آن‌ها شرکت کردند. عشق، دوستی و همه چیز در ۱۶ سپتامبر ۲۰۱۸ در مرکز بین‌المللی هند، دهلی نو به نمایش درآمد.
با همکاری اوریکالانکینی، ناظریا برای افزایش آگاهی در مورد جنسیت و تمایلات جنسی، یک کمک هزینه تحصیلی ۱۳ هفته ای برای نوجوانان در آزمایشگاه جنسیت و جنسی ارائه داد.
فعالان زیر گروه را تأسیس کردند و همچنان نقش محوری در عملکرد سازمان دارند: ریتابهارا مهتا - مسئول توسعه سازمانی، اجرای برنامه، و جمع‌آوری کمک مالی. ریتوپارنا بورا — مسئول جمع‌آوری اعانه، توسعه برنامه و شبکه سازی، بورا یک فعال فمینیست دگرباش است که در مورد تجربیات شخصی خود، از لزبین بودن، فمینیسم اعتراضی مانند «راه‌پیمایی سلیطه‌ها» صحبت و آنها را منتشر کرده‌است. پورنیما گوپتا - عضو هیئت مدیره. فمینیست و فعال حقوق مدنی.